# Henri Monnot
Pour les articles homonymes, voir Monnot.
Henri Monnot est un skipper français né le 27 juillet 1866 à Paris et mort le 23 février 1933 à Saint-Germain-en-Laye. 

## Carrière
Henri Monnot participe aux deux courses de classe 0.5 tonneau de voile aux Jeux olympiques d'été de 1900, à bord du Sarcelle, dont il est le propriétaire. Il remporte la médaille de bronze à l'issue de la première course et se classe quatrième à l'issue de la seconde.
Négociant en broderies, il est vice-président du Cercle de la voile de Paris, intègre le Yacht Club de France en 1902 et crée le Club nautique de Chatou la même année.